# Skopeftirion
Lo Scopeftirion (in greco Σκοπευτήριο?) è un poligono di tiro situato a Kallithea e costruito tra il 1895 e il 1896 per ospitare le gare di tiro a segno ai Giochi della I Olimpiade.
La realizzazione di questa struttura fu resa possibile dai fondi stanziati per la costruzioni delle sedi di gara della manifestazione olimpica da parte di Evangelos Zappas.
All'inizio del XX secolo, molti sfollati della guerra greco-turca arrivarono a Kallithea e inizialmente utilizzarono l'area del poligono di tiro come spazio abitativo; altri emigranti fecero lo stesso negli anni '30. Dal 1941, in seguito all'occupazione nazista della Grecia, la struttura divenne una prigione, venendo poi definitivamente demolita nel 1966.